# Villa Il Diluvio
Villa il Diluvio è una dimora storica italiana, situata in via di Mosciano a Scandicci.

## Storia
La villa prende il suo curioso nome da un violento nubifragio, abbattutosi sulla località, lasciando una traccia indelebile nella mente degli abitanti della zona.
I più antichi proprietari furono i Guidetti, ricchi mercanti fiorentini, i quali, nel 1443, la donarono ai Geri. Nel 1539 la proprietà venne acquistata dai Mannucci, poi passò ai Primerani (1563), ai Gardi (1608), ai Cerchi, ai Lenzi e ai Buccetti.
Nel 1693 gli Ximenes d’Aragona, potente famiglia spagnola di origini ebraiche insediatasi a Firenze, comprarono la villa, la restaurarono e le conferirono l'attuale aspetto settecentesco. 
Tra il 1726 ed il 1731, chiamati dalla nobile famiglia fiorentina, vi lavorarono i Fortini, una famiglia di ingegneri, stuccatori e architetti. A Benedetto si deve la decorazione del salone principale della villa..
Nel 1750 venne realizzata l’attuale facciata, sprovvista però dell’orologio di coronamento.
Nell'Ottocento l’immobile passò a Desiderio De Filippi (dal 1827 al 1847), poi ai Gazzeri (i quali realizzarono uno splendido giardino romantico), dopodiché pervenne ai Parigi e infine agli attuali proprietari, i Pinucci.

## Descrizione
All’inizio del Settecento l’immobile venne ingrandito d’un piano e integrato lateralmente.
Le due parti laterali settecentesche furono costruite leggermente indietro rispetto al corpo centrale della Villa.
Benedetto Fortini affrescò il salone centrale con statue e varie figure allegoriche. Fra una porta e l’altra si possono notare affreschi che simulano paesaggi con rovine romane.. Il fratello Giovacchino vi lavorò come architetto..
Una lapide, posta al primo piano, commemora il Granduca Pietro Leopoldo, che più volte soggiornò nella villa scandiccese durante le sue battute di caccia.
Sulla facciata è posto lo stemma degli Ximenes.
All’interno del bel parco v’è una limonaia, vari lecci e due magnolie ultracentenarie. Un monumentale ninfeo è posto all’esterno dello spazio verde.
La cappella, tuttora consacrata, è collocata sul lato sinistro della villa.
Sappiamo, tuttavia, che l’immobile è stato più volte spostato e ricostruito: dal catasto toscano del 1832 si viene a sapere che la cappella si trovava lungo la strada che conduce a Mosciano, a destra della strada d’ingresso della villa.
Poi venne spostata sull’angolo nord-ovest del piano terreno e infine, negli anni Trenta, ricostruita nella collocazione attuale.